# 烏拉圭縣

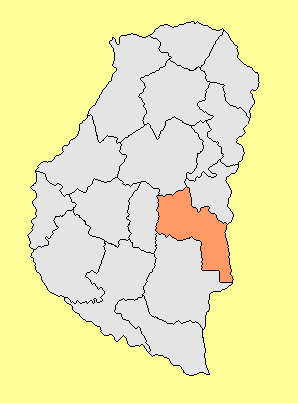

32°28′53″S 58°13′57″W / 32.48139°S 58.23250°W
烏拉圭縣（西班牙語：Departamento Uruguay），是阿根廷的縣份，位於該國東北部恩特雷里奧斯省，首府設於烏拉圭河畔康塞普西翁，面積5,855平方公里，2010年人口100,728，人口密度每平方公里17.2人。